# Трапицыны
Трапицыны — деревня в Оричевском районе Кировской области в составе Спас-Талицкого сельского поселения.

## География
Расположена в восточной части района на расстоянии менее 2 км на северо-восток от поселка  Лёвинцы на левом берегу реки Быстрица.

## История
Известна с 1891 года как Тряпицыны или Близ озера Глинного, в 1905 году дворов 10 или жителей 57, в 1926 (деревня Трапицыны или Тряпицыны, У озера Гнилого) 17 и 102, в 1950 26 и 111, в 1989 оставалось 19 человек. 

## Население
Постоянное население  составляло 10 человека (русские 100%) в 2002 году, 10 в 2010.